# صفد البطیخ
صفد البطیخ (به عربی: صفد البطیخ) یک منطقهٔ مسکونی در لبنان است که در شهرستان بنت جبیل واقع شده‌است. صفد البطیخ ۱٫۶۹ کیلومتر مربع مساحت دارد ۶۸۰ متر بالاتر از سطح دریا واقع شده‌است.